# Crnogorski glavoč
Crnogorski glavoč (Knipowitschia montenegrina), nedavno otkrivena vrsta slatkovodnog glavoča, endema u crnogorskoj rijeci Morači. Ime je dobila po zemlji u kojoj živi Crnoj Gori, a opisali su je 2007. godine Marcelo Kovačić i Radek Šanda u časopisu «Journal of the National Museum (Prague)".
Živi na šljunkovitom dnu sporodg dijela rijeke Morače, mjestimice prekrivenog nitastim algama. naraste manje od 4 centimetara dužine. O njoj su još potrebna istraživanja. Pretpostavlja se da je možda ima i u Skadarskom jezeru gdje je uočena i vrsta K. panizzae Ivanović (1973) i Marić (1995).